# Rapier (zwaard)

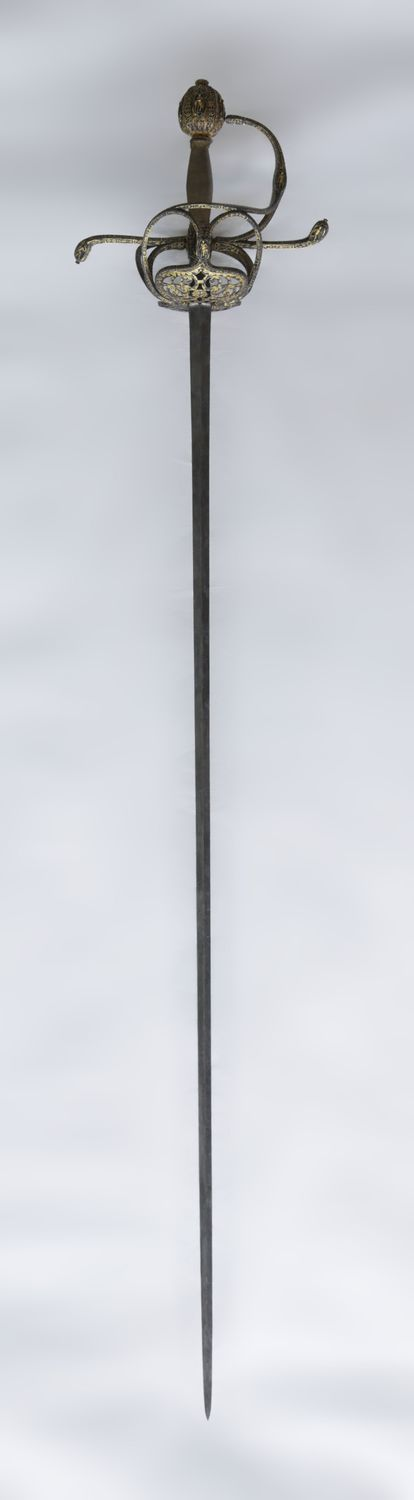
Rapier die Rubens ontving van Karel I van Engeland

Een rapier is een relatief slank, scherp gepunt type zwaard dat vooral in de 16e en 17e eeuw in Europa werd gebruikt. De rapier en degen werden vooral gedragen en gehanteerd door de rijke burgerij, die steeds meer aan belang won. Deze burgerij hechtte meer waarde aan sierlijkheid dan aan efficiëntie en zodoende werd het rapier meer en meer verfijnd. Dit leidde uiteindelijk tot de ontwikkeling van de degen, een slankere, lichtere versie van het rapier.

## Geschiedenis
De ontwikkeling van dit wapen begon op het einde van de 15e eeuw en verving al gauw het zwaard.
De namen rapier en degen werden vaak door elkaar gebruikt, zodat het niet werkelijk eenvoudig is een daadwerkelijk verschil te maken tussen beide wapens.
Nog later begon men ook een oefen- en wedstrijdversie van deze wapencategorie te gebruiken, namelijk het floret. In tegenstelling tot wat menigeen moge denken, was het floret nooit een werkelijk gevechtswapen. De naam "floret" is immers afkomstig van het bloemvormig bolletje op de punt van het wapen, dat blessures diende te voorkomen.
De rapier en degen geraakten in onbruik op het einde van de 18de eeuw door de opkomende sabel.

## Afbeeldingen

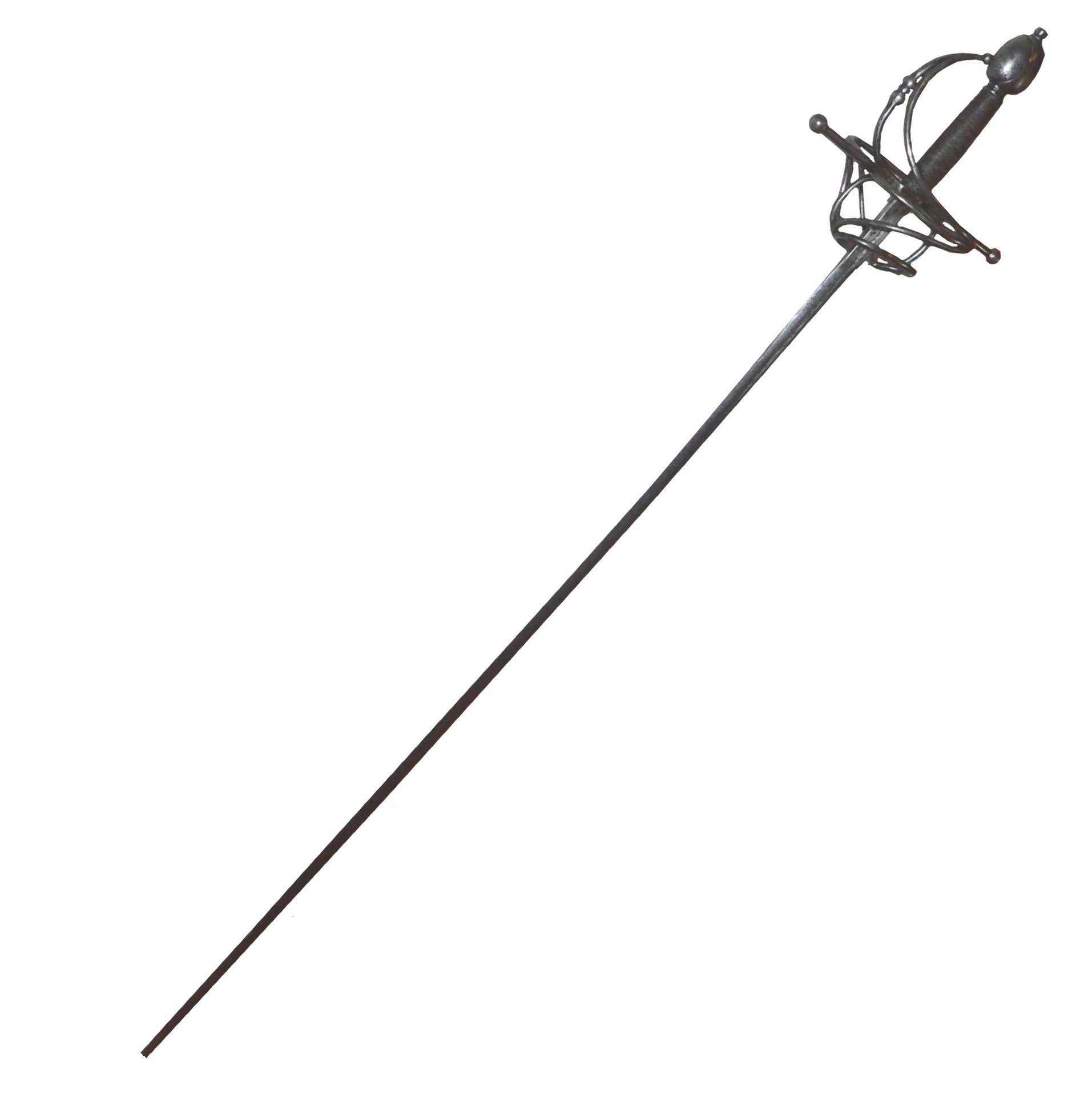
17e-eeuwse rapier
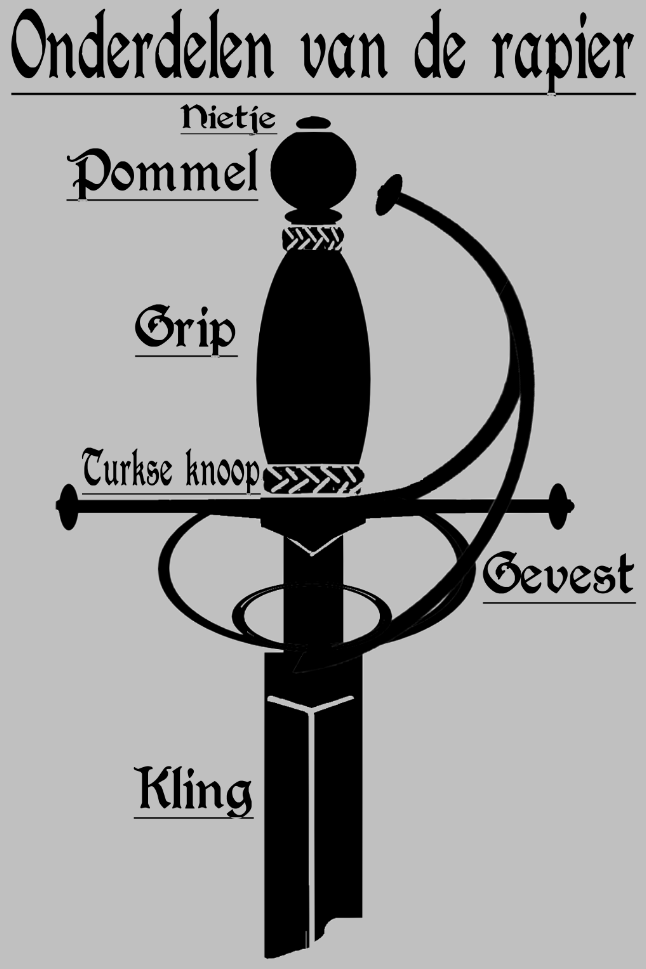
Verduidelijking van de onderdelen van de rapier